# Schilde
För andra betydelser, se Schilde (olika betydelser).
Schilde är en kommun i provinsen Antwerpen i regionen Flandern i Belgien. Schilde har 19 585 invånare (2018).